# Pilea involucrata
Espèce
Pilea involucrata est une espèce de plantes à fleurs de la famille des Urticaceae. C'est une plante buissonnante qui est parfois cultivée en terrarium où l'humidité est suffisante. Elle est native d'Amérique centrale et d'Amérique du Sud.